# Evangelischer Friedhof Alt-Mariendorf II

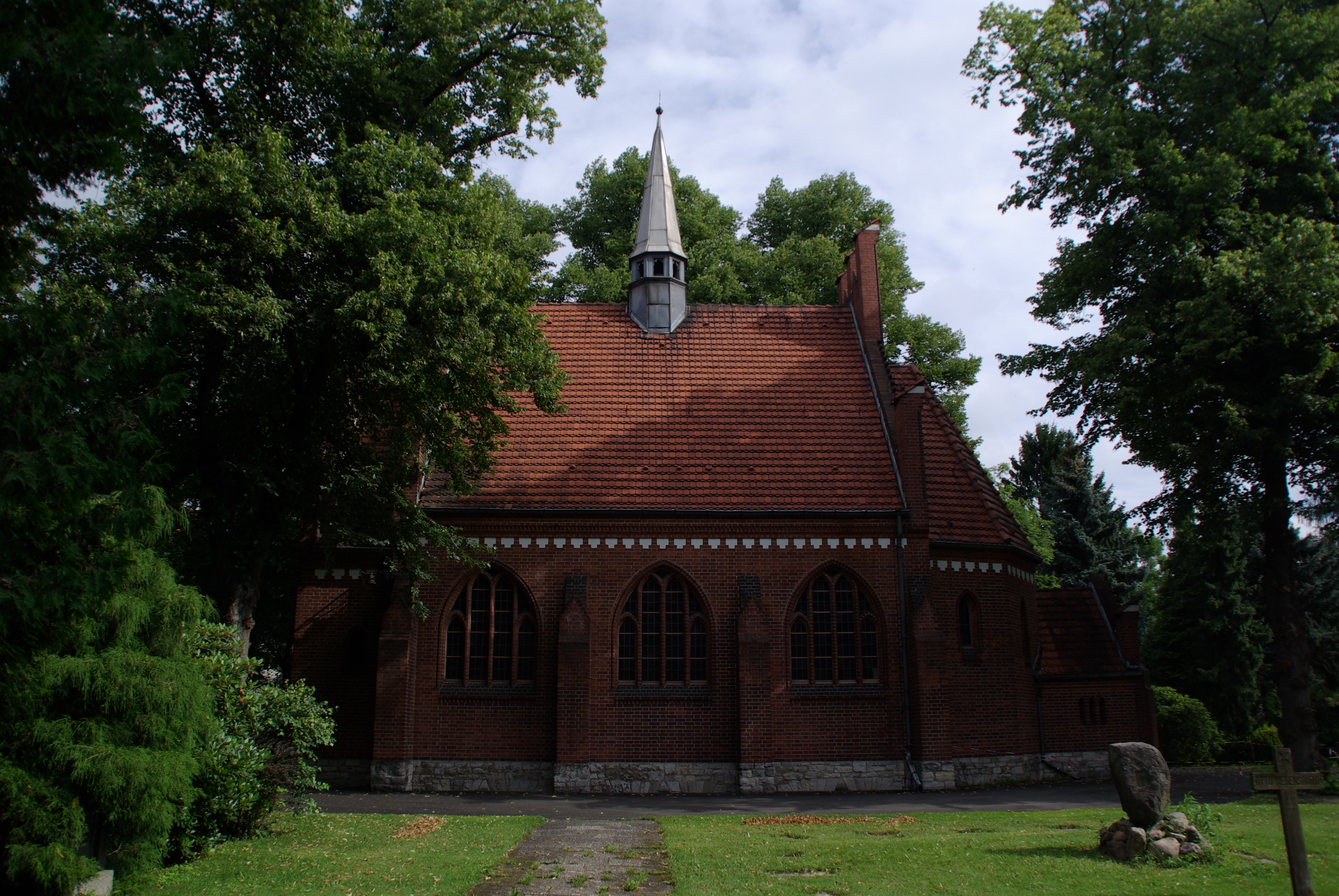
Friedhofskapelle

Der Evangelische Friedhof Alt-Mariendorf II, kurz Friedhof Mariendorf II oder Kirchhof Mariendorf II, auch Evangelischer Kirchhof Friedenstraße, ist ein kirchlicher Friedhof im Berliner Ortsteil Mariendorf des Bezirks Tempelhof-Schöneberg. Er ist der aktuelle Friedhof der Evangelischen Kirchengemeinde Berlin-Mariendorf und hat eine Größe von 45.516 m². Er wurde 1884 südlich der Friedenstraße an Hausnummer 12/14 als Erweiterung des ersten, an der Dorfkirche Mariendorf gelegenen Friedhofs angelegt.

## Geschichte
Der Kirchhof wurde 1884 eingerichtet. Er war als Erweiterung des Dorfkirchhofs gedacht, der seit 1220 besteht und 1903 geschlossen wurde. Die Kapelle wurde 1905–1906 im neugotischen Stil nach einem Entwurf von Carl Roemert erbaut. 1936 wurde der Kirchhof im Westen erweitert.
Südlich der Kapelle befindet sich ein Kriegerehrenfeld für Gefallene des Ersten Weltkriegs. In der Mitte des Ehrenfelds steht ein 1923 errichtetes Ehrenmal von Hermann Möller. Nach 1945 wurde die Widmung des Kriegerehrenfelds auf die Gefallenen des Zweiten Weltkriegs erweitert.

## Grabmale

### Denkmalgeschützte Grabstätten

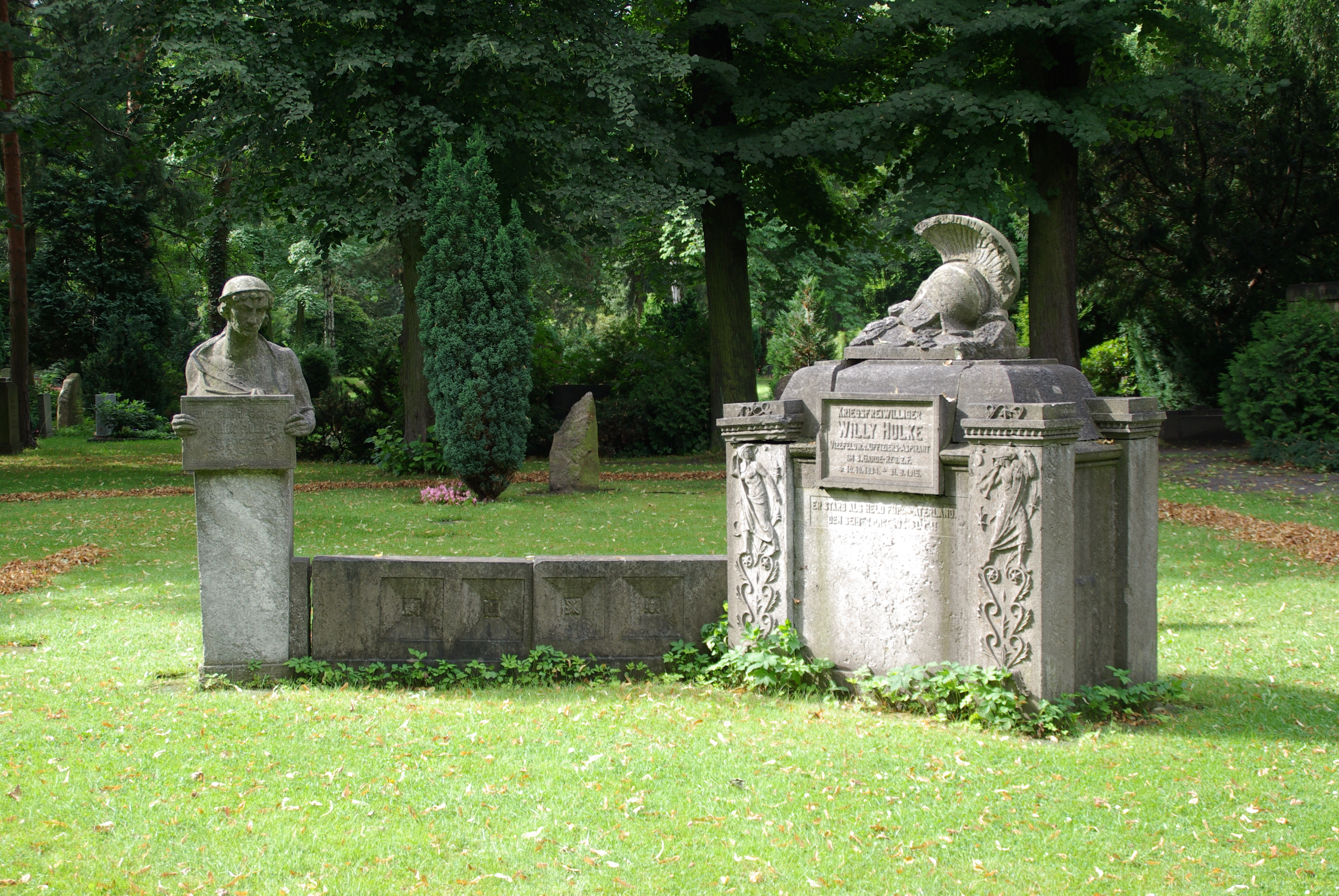
Grabmal Hulke

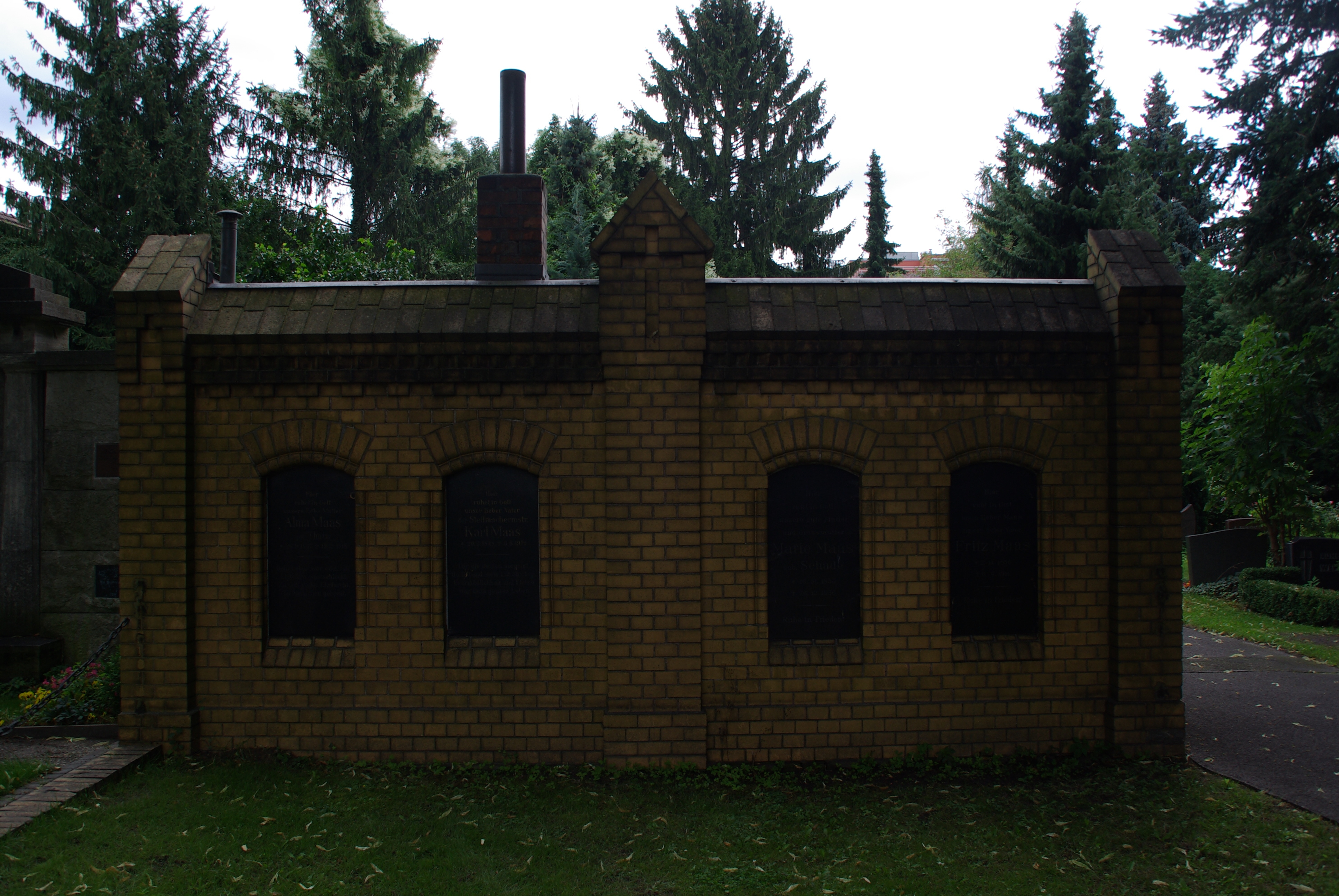
Grabmal Maas

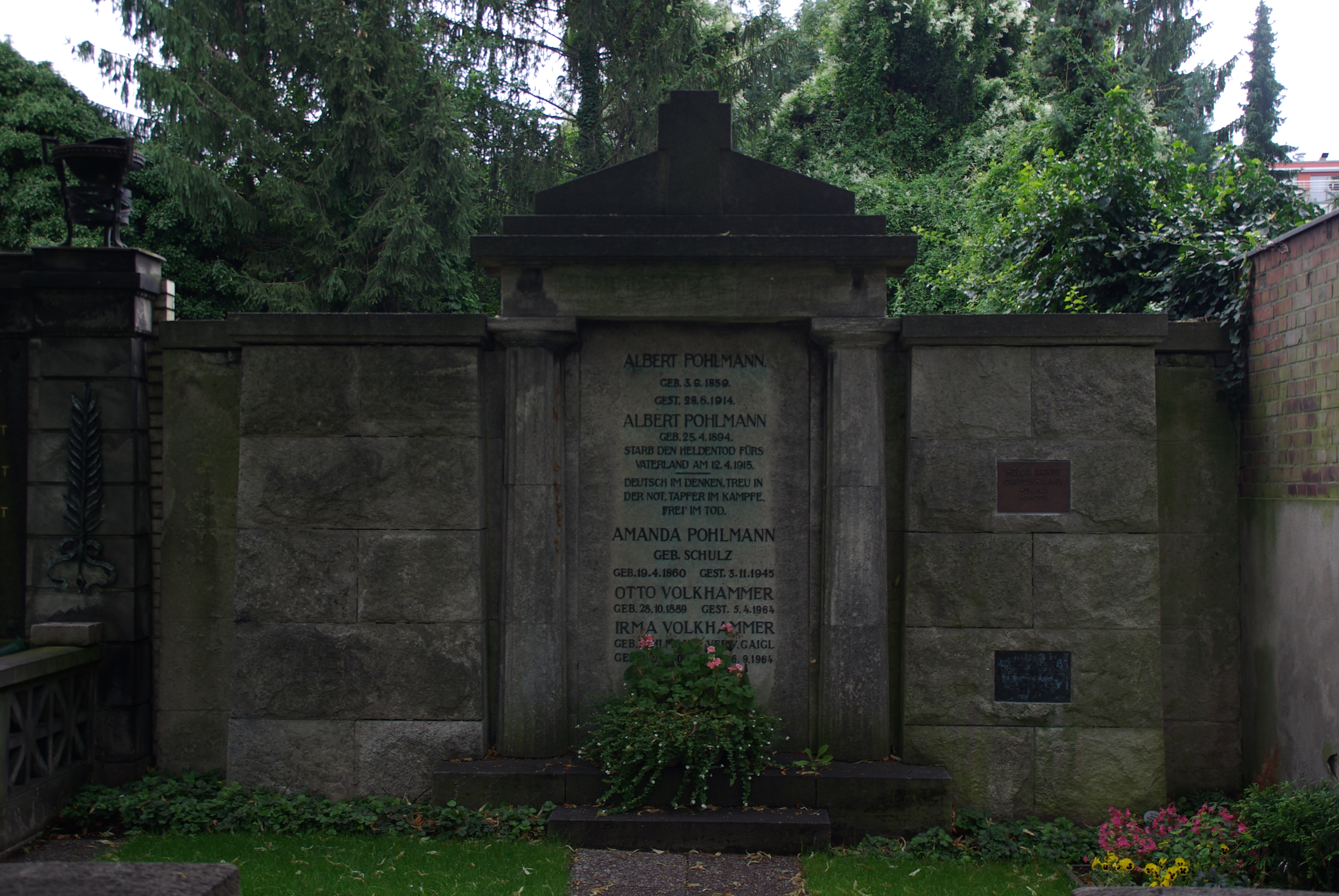
Grabmal Pohlmann

Die nachfolgenden Grabstätten bzw. Grabmale stehen unter Denkmalschutz und stehen auf der Liste der Kulturdenkmale in Berlin-Mariendorf:
- Die Grabstätte Buchardt wurde wahrscheinlich nach dem Tod des Sohnes von Otto Burchardt errichtet, der 1898 starb. Die Grabmalwand hat drei Achsen und besteht aus schlesischem Sandstein. In der Mitte befindet sich eine Ädikula mit ionischen Säulen. Die Inschrifttafeln sind aus schwarzem Syenit.
- Die Grabstätte Lindhorst ist ähnlich gestaltet wie die Grabstätte Buchardt. Eine Ädikula bildet die Mitte des dreiachsigen Grabmals und wird von dorischen Säulen gerahmt. Hier befindet sich auch ein weißes Marmorrelief von Otto Petri, das wahrscheinlich im Jahr 1900 entstanden ist.
- Die Grabstätte Hulke ist ein privates Kriegerehrenmal für den 1915 gefallenen Willi Hulke. Das Ehrenmal besteht aus einem sarkophagähnlichen Mittelteil und Seitenflügeln, von denen nur der linke erhalten ist. Auf dem Podest am Ende dieses Seitenflügels steht eine Hermesfigur.
- Die Grabstätte Maas ist das jüngste repräsentative Wandgrab auf dem Friedhof. Es wurde in Erinnerung an die Berliner Backsteingotik gestaltet. Die Wand wird durch drei Pfeiler in zwei Felder geteilt. In den Feldern befinden sich je zwei schwarze Platten aus Syenit mit den Inschriften.
- Die Grabstätte Pohlmann wurde als neoklassizistisches Wandgrab um 1914 errichtet. Zu der Grabstätte gehört eine unterirdische Gruft.
- Die Grabstätte Weigelt wurde in den 1920er Jahren im Stil des Neorokoko errichtet. Das Grabmal ist eine Stele und weist auf den Beruf des Landschaftsgärtners hin.

### Weitere Grabstätten (Auswahl)

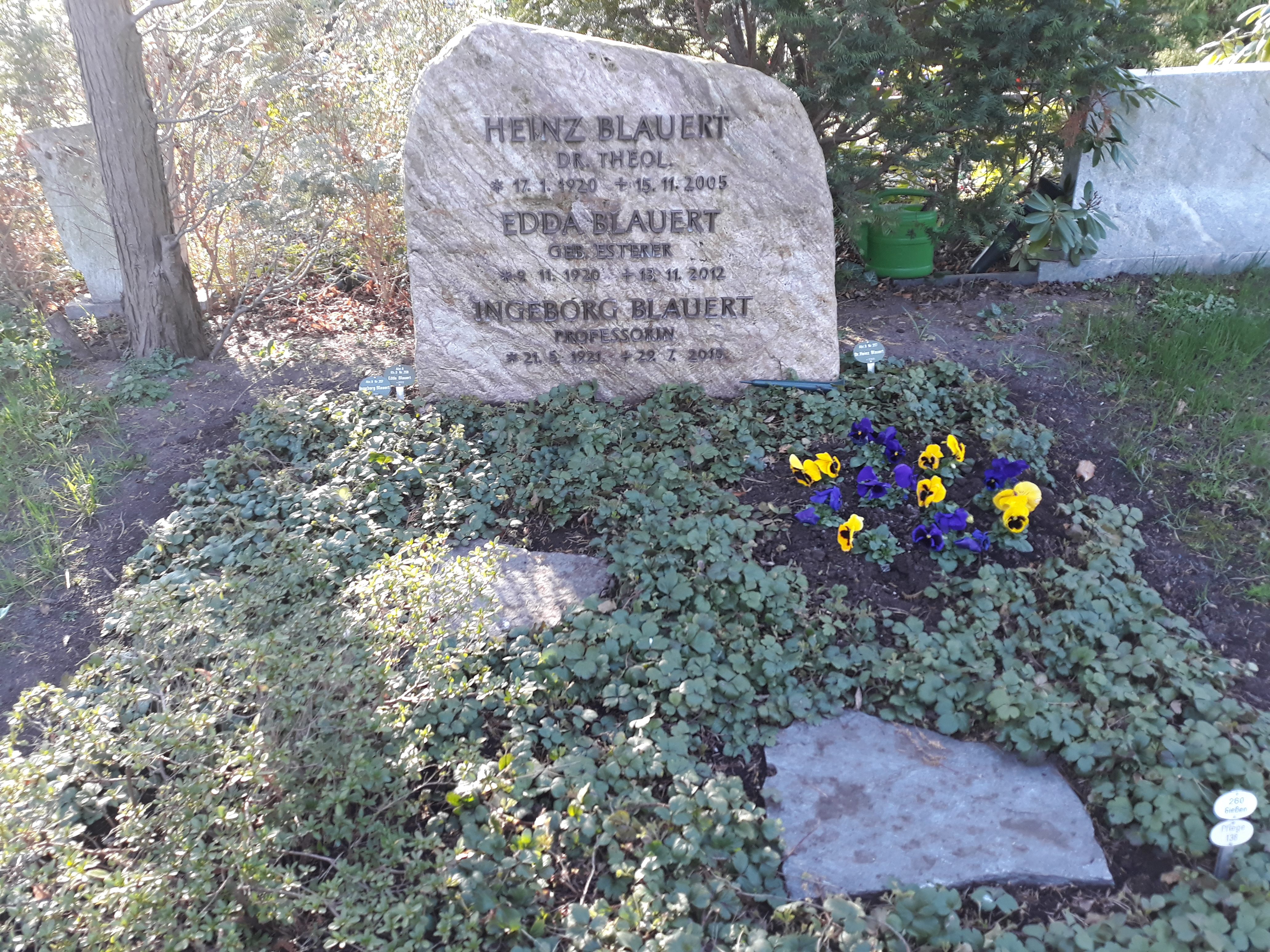
Grabmal Blauert

- Heinz Blauert (1920–2005), Theologe und Journalist, Chefredakteur von Die Zeichen der Zeit und Direktor der Berliner Missionsgesellschaft
- Gerda Szepansky (1925–2004), Journalistin, Lehrerin und Autorin
- Wolfgang Szepansky (1910–2008), Antifaschist, kommunistischer Widerstandskämpfer, Autor und Maler